# بورغومانيرو
بورغومانيرو، (بالإنجليزية: Borgomanero)‏، هي (بلدية) في مقاطعة نوفارا، في منطقة بيدمونت الإيطالية، وتقع على بعد حوالي 90 كم (56 ميل) شمال شرق تورينو، وحوالي 30 كم (19 ميل) شمال غرب نوفارا.

## السكان
في سنة 1861 بلغ عدد السكان 8٬814 نسمة، وتطور العدد ليصل في سنة 2011 لـ 21٬166 نسمة.
يظهر هذا المخطط البياني تطور النمو السكاني لـ بورغومانيرو

## توأمة
لبورغومانيرو اتفاقيات توأمة مع كل من:
- باد مرغنتهايم
- ديجني ليس باينس

## أعلام
- باسكوالي فورنارا
- ماتيا كاساني